# Type 2 SNCB
Le Type 2 des Chemins de fer de l'État belge puis de la Société nationale des chemins de fer belges est une série de locomotives à vapeur pour trains express de disposition Mammouth (arrangement d'essieux 030) à cylindres intérieurs mises en service entre 1874 et 1890 pour assurer le trafic sur la ligne du Luxembourg. Il s'agit d'une évolution du Type 28 dont les roues de 1 450 mm sont remplacées par des roues de 1 700 mm, le prototype et les 21 exemplaires fournis après 1884 étant des type 28 transformées.
Le Type 2bis est une version apparue en 1882 dont l'essieu avant n'est plus motorisé, devenant un essieu porteur aux roues de diamètre réduit. L'ensemble de ces locomotives de disposition d'essieux Porter (120) a été réalisé par transformation de locomotives des types 2 et 28.

## Histoire
Avant la reprise de la Grande compagnie du Luxembourg en 1873, les Chemins de fer de l'État belge exploitent un réseau en grande partie composé de lignes à profil facile, au relief faible ou modéré. La flotte des locomotives en service pour le trafic des express de  passagers repose depuis 1864 sur le type 1 créé par Alfred Belpaire, une centaine de locomotives à roues de 2 m.
La ligne du Luxembourg (Bruxelles - Namur - Arlon), constellée de longues rampes atteignant les 16 ‰, est exploitée avant la reprise par des nombreuses locomotives de disposition 120, 121 et 030 pour le service des voyageurs ainsi que des locomotives 030 et 040 pour les marchandises. Une partie de ce matériel spécialisé pour les lignes difficiles est ancien et aucun mis à part les cinq copies du type 28 livrées en 1870 n'emploie les composants standardisés des locomotives de l’État belge.
L'une des raisons du rachat de la Compagnie du Luxembourg par l’État est le manque de volonté de cette dernière de faire circuler davantage de trains et d'améliorer les infrastructures. Ne disposant pas de locomotives adaptées, l’État conserve sur le réseau de la GCL le matériel le plus puissant et y mobilise le matériel le plus puissant dont il a hérité après avoir racheté la Société générale d'exploitation de chemins de fer et la Compagnie de Virton : 20 locomotives pour marchandises du type 34 et 9 locomotives pour voyageurs du type 14, de disposition 120.
Plusieurs autres lignes du réseau existant donnent déjà des soucis au matériel de l’État belge et l'expansion accélérée du réseau amorcée en 1870 menace de rendre obsolètes les modèles existants, peu capables de faire face à un alourdissement des tonnages.

### Mise au point
Les locomotives du type 1 faites pour la vitesse au détriment de l'effort de traction sont totalement inadaptées à la ligne du Luxembourg. Les locomotives du type 28 sont également en difficulté en tête de charges lourdes tandis que leur vitesse de pointe est trop faible pour le service des voyageurs.
Soucieux d'utiliser un maximum d'éléments empruntés aux autres modèles qu'il a développé, Alfred Belpaire part de la base du type 28, qu'il considère comme saine, en remplaçant les roues motrices de 1 450 mm par des roues de 1 700 mm. Le reste de la locomotive est inchangé en dehors de la suspension et des ajustements liés à la plus grande taille des roues qui entraîne une surélévation par rapport au tender standard État belge. En ressort une locomotive à adhérence totale capable de circuler à 80 km/h sur une section de ligne dépourvue de montées et de remorquer un train de 80 tonnes à la vitesse maximale de 55 km/h en rampe de 16 ‰.

### Construction
En 1874, la locomotive type 28 no 151 (fabriquée par Schneider et Cie. en 1867) est transformée de la sorte. Au vu de ses résultats très satisfaisants en service entre Bruxelles (Quartier Léopold) et Namur, l’État belge ordonne immédiatement la construction en série de locomotives de ce type qui se reconnaissent à leur châssis au tablier plus haut que celui du type 28, avec une transition arrondie. Un total de 41 entrent en service en 1875-1876 et 9 autres en 1877-1878. 86 autres locomotives neuves sont livrées entre 1880 et 1884.
Les différents constructeurs belges réalisent les locomotives de cette série dont la numérotation n'est pas toujours en ordre croissant :
- Les Ateliers Carels frères construisent les 1005-1006 et 1054-1057 en 1876 ; les 1442-1446 en 1881 et les 234, 360, 426 et 454 en 1884.
- La Société de Couillet réalise les 824-829 en 1875, 1007-1009 (1876), 1162-1171 (1880), ainsi que les 1741-1744 et 1761-1764 en 1884.
- Cockerill fabrique les 1002-1004, 1046-1053 (1876), 1058-1062 (1877), 1447-1451 (1881), 65, 453, 864, 877, 1661-1668 (1883) et les 1730-1740 (1884).
- La Société franco-belge réalise les 818-823 (1875), 152-153 (1876), 1522-1533 (1882), 1745-1752, 33, 80, 173 et 216 en 1884.
- Les Forges Usines et Fonderies Haine-Saint-Pierre construisent les 995-1001 (1876), 119, 194, 258 et 428 (1878) et les 1592, 1756 en 1884.
- Les Ateliers métallurgiques de Tubize livrent les 1757 à 1760 en 1884.La 419 figure à l'Exposition universelle de 1885 à Anvers.

Vers 1885, 21 locomotives du type 28 construites en 1882-1883 par Cockerill (1614-1617, 1619-1627), Haine-Saint-Pierre (1628-1633) et Tubize (1636) sont converties en type 2. Parmi celles-ci, la 1619 aurait été renumérotée 1919.

### Séries apparentées
À noter qu'un type de locomotive également conçu en réemployant la chaudière, les cylindres et la disposition générale du type 28 est entré en service avant les type 2. Baptisé type 3, il s'agit d'un modèle de locomotive tender dont le diamètre de roues est le même que celui du type 2 ; une roue porteuse est ajoutée pour maintenir dans les limites de ce que permet l'infrastructure, le poids à l'essieu de cette locomotive qui porte ses réserves d'eau et de charbon. Alors que le type 3 est spécialement conçu pour les trains à arrêts fréquents entre Ottignies, Bruxelles ou Namur, le type 2 à tender séparé est pensé pour les longues distances.
Pour le trafic des marchandises sur la ligne du Luxembourg, où les locomotives du type 28 sont handicapées par la modestie de leur adhérence et de leur effort de traction, Alfred Belpaire réalise l'opération inverse de celle qui a donné naissance au type 29 en créant un modèle dérivé qui diffère seulement par le diamètre plus faible de ses roues motrices. Comme pour le type 2, ces locomotives d'abord destinées à régler les problèmes de la ligne du Luxembourg essaiment rapidement sur l'ensemble du réseau, à la place des type 28, puis sont reléguées à des services secondaires. La série comprend au total 580 type 29 : 403 construites de 1875 à 1885, 116 en 1898-1901 et le reste a été réalisé par transformation de type 28... mais aussi de type 2.

### Carrière et services effectués
Évinçant les locomotives plus anciennes en tête des trains de voyageurs de la ligne du Luxembourg, les type 2 sont rééquipées du frein Westinghouse vers 1880 tandis que celles construites à partir de cette date en sont d'emblée dotées. Les dépôts de Bruxelles (Quartier Léopold), Namur et Jemelle sont les premiers à en être dotés. Liège et Verviers reçoivent également des type 2 plus à l'aise sur la ligne de la Vesdre que les locomotives de vitesse de l'époque ; l'arrivée de matériel plus puissant à grandes roues comme les type 12 aura tôt fait de reléguer ces dérivées de locomotives pour trains de marchandises à des services plus secondaires. On retrouve également quantité de type 2 aux dépôts de Gand-Ledeberg et Mons où elles remorquent d'abord des trains de voyageurs vers la capitale.
Sur la ligne du Luxembourg, le manque de puissance de ces locomotives et leur incapacité à circuler à des vitesses élevées à cause de leur absence d'essieu porteur et du faible empattement de leur châssis hérité de modèles pour marchandises du début des années 1860 justifient rapidement la mise au point d'un modèle dédié. Comme pour les types 2 et 29, la mise au point de la nouvelle locomotive pour passagers va de pair avec celle d'un modèle pour marchandises, en l’occurrence le type 25 de 1884, les deux partageant des points communs entre-eux sans être autant apparentés que les types 2 et 29. La mise au point des nouvelles locomotives pour voyageurs, classées dans le type 6, est plus laborieuse et leur chaudière très large ne sera jamais totalement au point. Après la mise en service de trois prototypes en 1884/1886, les 32 type 6 de série évincent les type 2 des trains express de la ligne du Luxembourg à partir de 1888 ; 27 locomotives d'une version encore plus grande, le type 16, complètent cet effectif à partir de 1897.
Malgré leur éviction partielle du service des voyageurs express sur les lignes accidentées qui les ont vu naître, le besoin en locomotives type 2 justifie la transformation de machines du type 28 au milieu des années 1880, qui portent à 157 le nombre de type 2.

### Type 2bis
Dans les années 1880, nombre de trains de voyageurs sont suffisamment légers pour ne pas avoir besoin d'une locomotive à trois essieux moteurs, surtout dans les régions ne comportant pas de fortes déclivités. En outre, la stabilité du type 2 est médiocre à cause de son absence d'essieu porteur. Alfred Belpaire a donc l'idée de modifier les plans du type 2 en se passant de la bielle de liaison qui transmet au premier essieu moteur l'énergie de l'essieu coudé (sur tous ces modèles, les cylindres entrainent le deuxième essieu moteur). L'essieu avant, devenu un essieu porteur, est doté de roues moins grandes (1 450 mm comme sur le type 28) et l'axe de la boîte d'essieu est abaissé en conséquence par rapport à celui des deux autres essieux où le diamètre des roues est de 1 700 mm. Des modifications aux châssis sont nécessaires, à la fois pour tenir compte du relèvement de l'axe de la chaudière sur les type 28 transformées, mais aussi pour changer la hauteur des boîtes d'essieux de l'essieu porteur avant.
Un total de 30 de ces locomotives Type 2bis de disposition 120 est réalisé entre 1882 et 1895. Les locomotives ayant servi de base pour cette conversion sont un mélange de type 28, type 28 transformées en type 2 et type 2 originales.
Les cinq premières type 2bis, sorties des ateliers en 1882, comportent deux ex-type 28 construites la même année (1477 et 1483), une type 28 de 1870 qui appartenait originellement à la Grande Compagnie du Luxembourg (940) et deux machines fournies en 1865 et 1873 (287 et 674) ; les 1477 et 674 avaient été originellement produites par Couillet et les trois autres par Cockerill. La type 28 no 551 livrée par Haine-Saint-Pierre en 1884 aurait été transformée en 2bis cette année-là.
En 1888, 7 type 28 (1633 de Haine-Saint-Pierre, 1635 et 1637-1641 de Tubize) ainsi que 12 des locomotives du type 2 obtenues antérieurement par transformation de type 28 (1614-1616, 1622, 1624, 1626-1629, 1631-1633) sont à leur tour converties en 2bis. Ces 19 locomotives dataient toutes de 1883.
Deux type 2 véritables sont à leur tour transformées en 2bis en 1895 : les 1530-1531. La no 828 transformée en 2bis[Quand ?] sera dotée d'un surchauffeur en 1901-1903.

### Évolutions
Les type 2, comme les type 2bis, 28 et 29 utilisent la même chaudière dont plusieurs versions sont produites au cours du temps. Cette évolution se traduit aussi dans la forme et l'emplacement des dômes et soupapes ainsi que l'aspect de l'abri, qui n'existait que sous une forme minimaliste dans les années 1870. La haute cheminée de section ronde, légèrement évasée, est remplacée sur les chaudières du modèle 1893 par une cheminée carrée puis en 1896 par une massive cheminée tronçonnnique (de section arrondie, plus large à la base). Le dernier type de chaudière, introduit en 1899, combine la porte de boîte à fumée ronde des types 1893/1896 avec une nouvelle cheminée de section ronde.
Ayant observé en Allemagne la mise au point des premières locomotives à surchauffe par Wilhelm Schmidt, l'ingénieur en chef Jean-Baptiste Flamme fait transformer vers 1901 la type 2 no 828 en implantant dans sa nouvelle chaudière un faisceau de tubes de surchauffeur et en remplaçant les tiroirs plans par des cylindriques. Des essais sur cette machine transformée en 2bis ayant montré une économie d'eau et de combustible de 14, 8%, l’État belge entreprend un programme de construction de locomotives neuves équipées de la surchauffe qui entrent en service à partir de 1905. Le surchauffeur de la 828 aurait été retiré après 1903.
En 1908, alors que nombre de type 2, 2bis, 3, 4, 28 et 29 ont eu leur chaudière d'origine remplacée lorsqu'elle arrivait à limite d'usure, l’État belge expérimente sur la type 2bis no 674 une variante de ces nouvelles chaudières dont la surface du foyer est agrandie en augmentant sa hauteur, ce qui nécessite aussi de créer un poste de conduite d'un type nouveau. Le diamètre de la chaudière elle-même n'augmente pas ; un compresseur bi-compound lui est adjoint pour le frein Westinghouse. D'abord affectée à des trains de voyageurs entre Bruxelles et Charleroi, elle reste seule en son genre et sera transformée en type 29 durant la Première guerre en conservant sa chaudière particulière mais sans l'équipement de frein continu.

### Fin de carrière
La locomotive prototype du type 2 est radiée en 1899. 23 autres ainsi que deux 2bis disparaissent entre 1903 et 1909 tandis que quelques types 2 et 2bis sont transformées en type 29 pour marchandises à la même époque par remplacement des roues et de la suspension. L'arrivée des locomotives des types 32 et 32S leur porte un coup sévère car ces 030, en dépit de leurs roues plus petites, sont capables de remplacer les type 2 en tête de trains de voyageurs bien plus lourds à une vitesse comparable. Leur forte masse par essieu leur interdit cependant nombre de lignes secondaires à l'infrastructure alors trop faible, garantissant ainsi un répit relatif pour le type 2 jusqu'au début des années 1930.
En 1905, les type 2 restantes sont réparties entre les dépôts d'Anvers-Sud, Charleroi, Gand, Hasselt, Liège, Mons, Namur, Saint-Nicolas, Tournai, Visé et Walcourt. Leurs missions sont désormais la traction de trains omnibus et locaux.
Les locomotives encore en service lors de l'invasion de 1914 qui n'ont pas été évacuées France reprises par l'occupant allemand qui classe en février 1919 celles en état de marche dans la série P01 (15 type 2bis, numéros compris entre 03001 et 03021) et dans la série P02 (28 locomotives, entre 03101 et 03157) ; cette dernière série incorpore aussi une 030 pour trains de voyageurs construite en Angleterre pour la GCL. Les marquages allemands sont ajoutés à la peinture blanche tandis que ceux en de l’État belge ne sont pas retirés. Aucune des type 2bis utilisées par les Allemands ne subsiste après la guerre ; celles qui avaient été évacuées en France disparaissent pour 1923. Trois des type 2 restées en Belgique occupée ainsi que 56 autres type 2 sont encore en service après 1923. Parmi les type 2 transformées, il en reste cinq fin 1923 après la sortie d'inventaire de locomotives jugées impropres au service. Le cas de la no 1617 est particulier : il apparaît que cette ex-type 28 a été remise dans sa configuration d'origine pendant la guerre. Elle roulera en tant que type 28 jusqu'à sa retraite en 1926.
Les dernières type 2 transformées en type 29 — cinq machines de 1881/1884, toutes d'emblée construites comme type 2 — sont toutes radiées entre 1927 et 1931, après la création de la Société nationale des chemins de fer belges mais avant la mise en œuvre des nouveaux numéros SNCB.
Après la guerre, l'arrivée de locomotives plus puissantes et modernes d'origine variée (belges, allemandes, américaines) déplace les type 2 vers des services moins exigeants où ces machines du XIXe siècle parviennent néanmoins à rester en service jusque dans les années 1930. Le contingent le plus important est affecté au dépôt de Hasselt et dessert presque tout le réseau rayonnant autour de ce nœud ferroviaire, circulant vers Mol, Maaseik, Tongres, Visé et Liège ; l'ouverture des lignes minières du bassin du Limbourg étendent leur rayon d'action jusqu'à ce que des locomotives type 64 ou 41/44 ne prennent le relai en 1932. Également utilisées jusqu'en 1932, celles de Bertrix circulent sur la ligne 165 vers Virton-Saint-Mard ainsi que sur la ligne 163 vers Bastogne et Gouvy. Tongres et Tirlemont les utilisent pour circuler entre ces deux villes (lignes 23 et 24) et celles de Mol roulent aussi vers Neerpelt ; Saint-Nicolas, Gand, Adinkerke, Ypres et Ostende reçoivent aussi des type 2 pour circuler sur des lignes secondaires tandis que Ronet utilise brièvement un petit nombre.

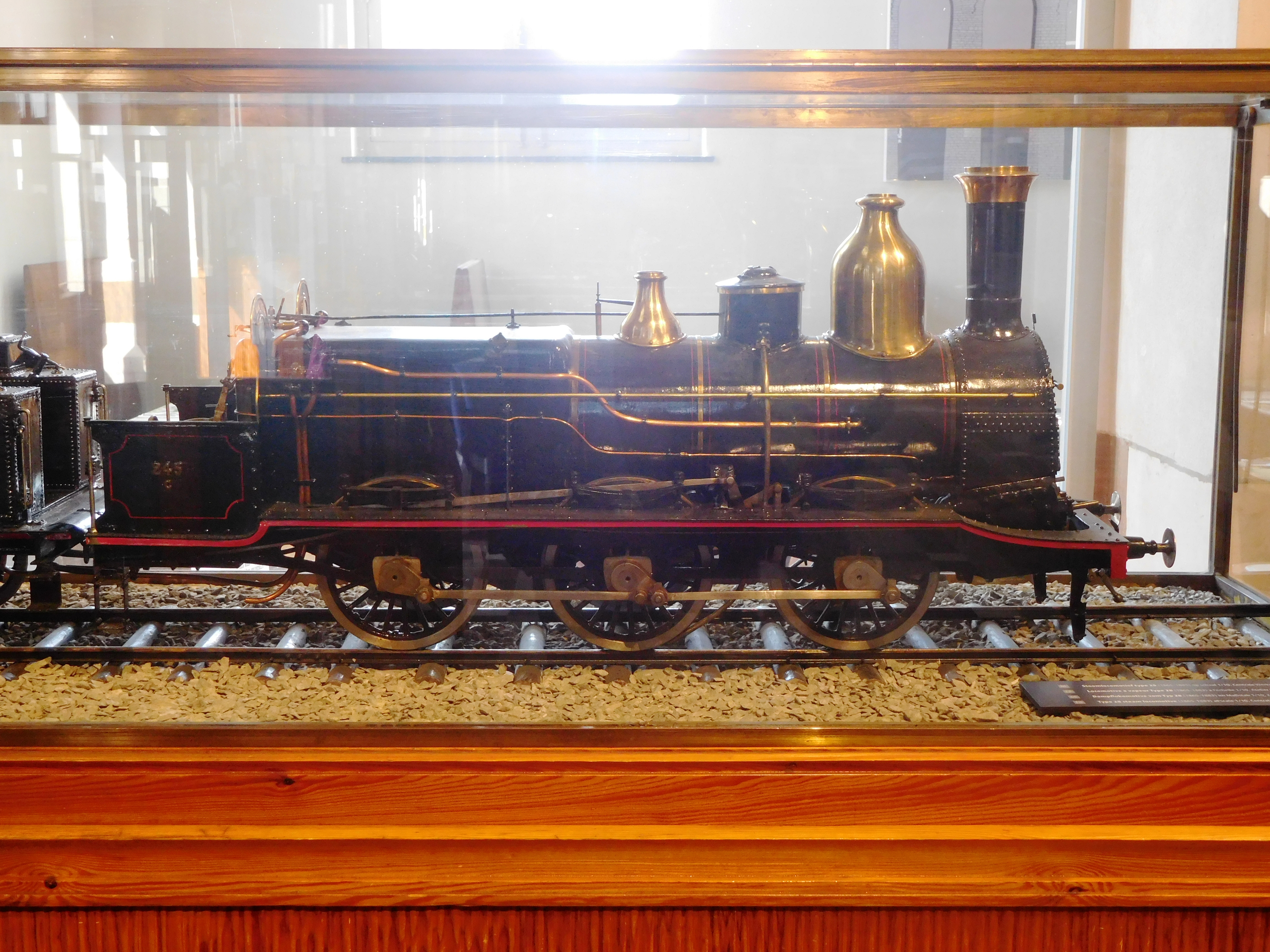
Modèle réduit du musée Train World.

En 1931, la SNCB adopte un nouveau système de numérotation où le début du matricule coïncide avec le numéro de type. Les 31 machines encore à l'inventaire sont immatriculées entre 200 et 240. Les deux dernières sont radiées en mai 1933.

## Préservation
L'ensemble des locomotives de la série ainsi que celles des types 30, 33, 28 et 29 ont été ferraillées. Le musée Train World expose un modèle réduit ancien représentant la type 28 no 245 (attribuée au constructeur Saint-Léonard) dans son état d'origine, avec cabine ouverte et livrée noire.